# Биллингсли, Уильям
Уильям Биллингсли (англ. William Billingsley; 1758—1828) — художник по фарфору.

## Биография
Биллингсли родился в Дерби в 1758 году. Он был учеником на фарфоровой фабрике Royal Crown Derby Уильяма Дьюсбери, где он выучился до незаурядного художественного уровня. Биллингсли разработал особый стиль изображения цветов, который стал столь популярным у клиентов фирмы, что, когда он думал об увольнении в 1796 году, агент написал владельцам, чтобы убедить их в важности сохранения его услуг или предотвращения его работы у конкурентов. Владельцы не смогли уговорить его остаться, и он начал серию перемещений, продолжавшуюся до конца его жизни. Сначала он отправился в Пинкстон, небольшую деревню в графстве Дербишир, где он создал Пинсктонскую фарфоровую фабрику с Джоном Коуком, в которой он оставался до 1801 года. Сам завод продолжал работать до 1812 года, но со скудной продукцией. Далее Биллингсли отправился Мэнсфилд, а затем в Торкси, Линкольншир, где он, предположительно, впервые соприкоснулся с гончаром Сэмюэлем Уолкером, который позже женился на дочери Биллингсли Саре в 1812 году, после переезда отдела в Вустер. До того, как осесть в Вустере, Биллингсли искал работу в ряде гончарен, включая Кембрийскую гончарню в Суонси, Гламорган, в 1807 году.

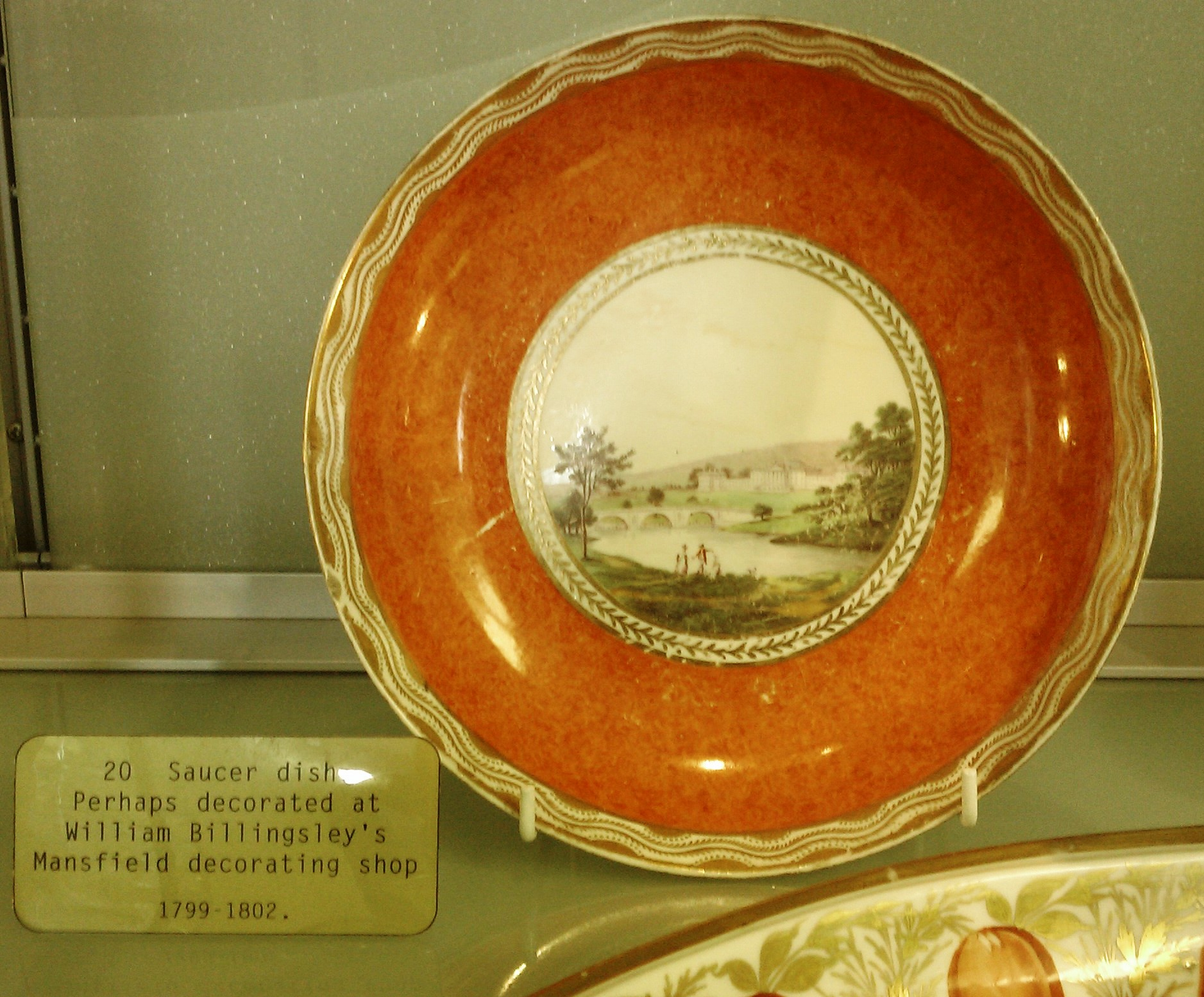
Декоративное блюдце

Биллингсли стал работать в Royal Worcester в 1808 году, где он сыграл важную роль в уточнений фирменного рецепта фарфора. Пока компания управлялась Flight, Barr & Barr, Биллингсли подписал контракт, запрещающий ему раскрывать рецепт; однако, контракт не запрещал ему производит фарфор самостоятельно. В 1813 году Биллингсли с рецептом фарфора и своим опытом работы в промышленности с дочерьми Левинией и Сарой, а также зятем Сэмуэлем Уолкером переехал в Нантгар, Гламорган, Уэльс, где основал Нантгарский керамический завод.
Этот завод был создан в ноябре 1813 года, когда Биллингсли & Уолкер купили Нантрар-Хауз на восточной стороне канала Гламорган, в восьми милях к северу от Кардиффа в долине Тафф, Гламорган, и приступили к строительству печей и вспомогательного оборудования, необходимых для преобразования здания в небольшую гончарно-фарфоровую фабрику.

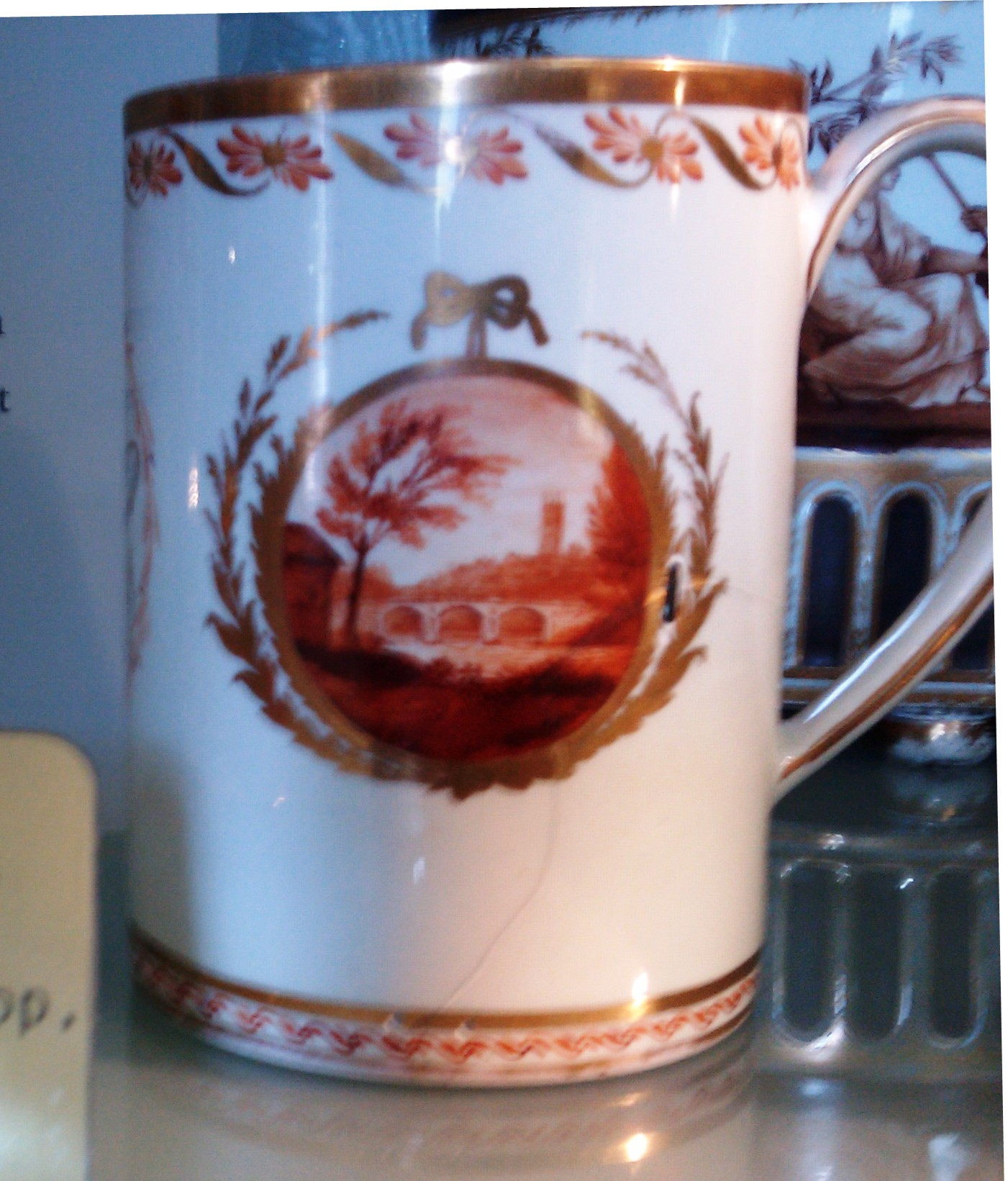
Расписанная Уильямом кружка в коллекции Музея и художественной галереи Дерби

Биллингсли и Уокер принесли с собой в общей сложности 250 фунтов стерлингов, которые инвестировали в свой проект, и к январю 1814 года предприниматель-квакер Уильям Уэстон Янг уже стал основным акционером в их предприятие. Предполагается, Янг был знаком с Биллингсли через общего друга и товарища глиняного декоратора Томаса Пардо, к которому Биллингсли подходил в Кембрийской гончарной, разыскивая работу в 1807 году. Работа Янга по Гламоргану в качестве геодезиста, возможно, поставила его на рол советчика Биллингсли, когда ещё учился в Royal Worcester, насчёт пригодности местности Нантгара.
Керамическая фабрика была создана, но что-то в понимании Биллингсли и Уолкером процесса рецепта или производства было неправильно, так как 90 % от фарфора разрушалось при обжиге. Ресурсы трёх партнёров скоро кончились, и группа пошла в Комитет торговли и плантаций (Committee of Trade and Plantations) просить грант в размере 500 фунтов стерлингов, ссылаясь на субсидирование французским правительством известного севрского фарфорового завода. Они не возымели успех, но один из членов комитета, фарфоровый энтузиаст сэр Джозеф Банкс, предложил своему другу и керамисту Льюису Уэстону Дилвину из Кембрийской гончарной произвести инспекцию.

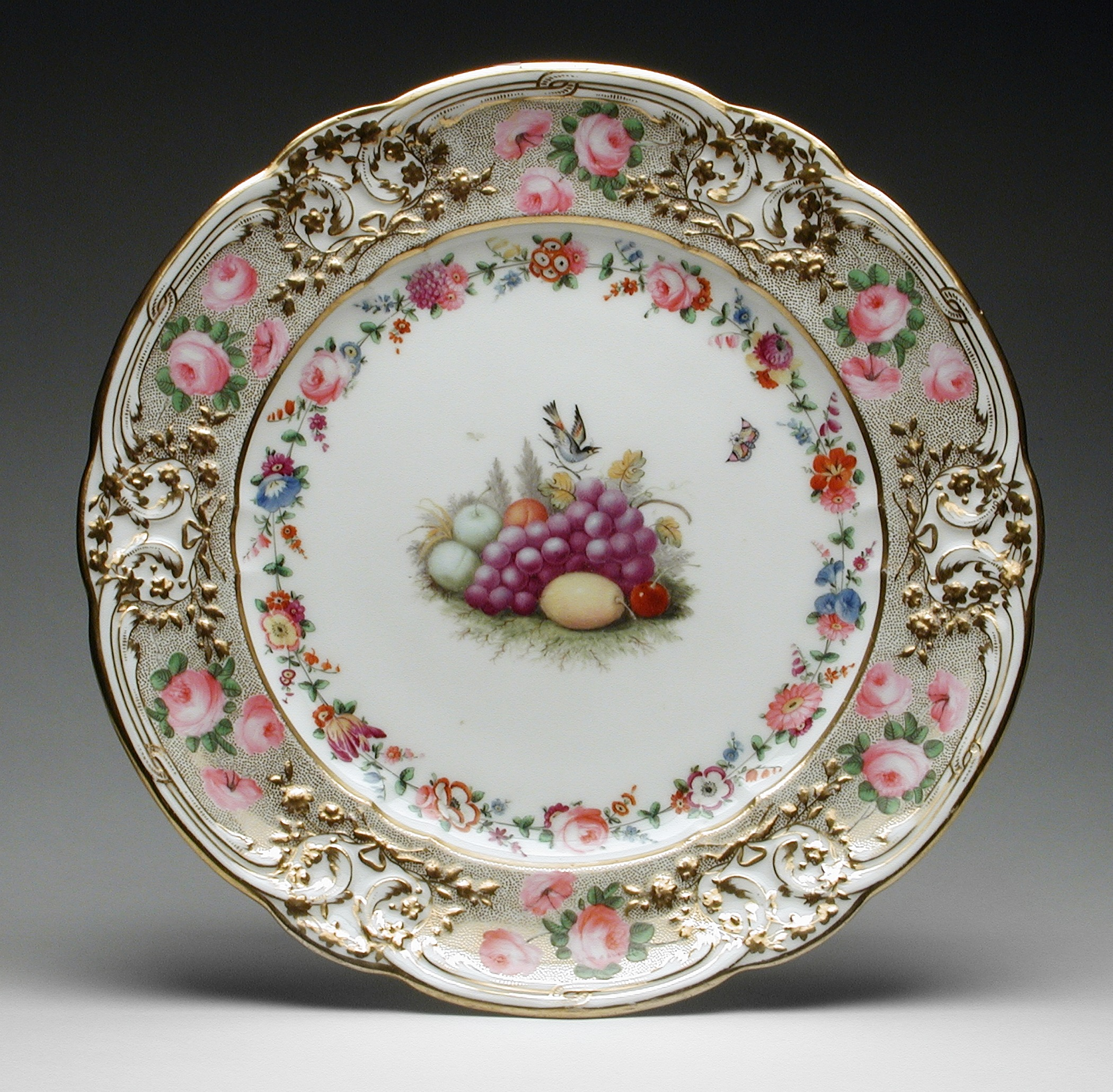
Тарелка (ок. 1820)

Дилвин произвёл осмотр и увидел масштабы потерь фирмы, но был настолько впечатлен качеством сохранившихся частей, что предложил Биллингсли и Уолкеру использовать Кембрийскую гончарную для улучшения рецептуры и процесса. Была построена пристройка для производства фарфора в Кембрийской гончарной, где Уолкер и Биллингсли основались с конца 1814 года. Рецепт был изменён и улучшен, но требовал ещё слишком много ресурсов, Дилвин отказался от проекта, и в 1817 году пара вернулась в Нантгар. Янг реинвестировал в их производство, кроме того, он стал учителем рисования в Кобриджской бесплатной школе, чтобы помочь собрать средства. Биллингсли и Уолкер продолжали обжигать фарфор в убыток, пока однажды в апреле 1820 года, в то время, как Янг был в отъезде в Бристоле, оба не сбежали в Коолпорт, оставив после себя арендованную керамику и несколько тысяч единиц неотделанного фарфора на различных стадиях производства.
Биллингсли работал на Coalport Porcelain Works вплоть до своей смерти в 1828 году. Уолкер и дочь Биллингсли Сара позднее эмигрировали в Америку, где основали в штате Нью-Йорк Temperance Hill Pottery.
Вклад Биллингсли является одним из основных компонентов фарфоровой коллекции в Музее и художественной галерее Дерби.